# Guadalupe (Arizona)
Guadalupe és un poble del Comtat de Maricopa (Arizona, Estats Units). Segons el cens del 2007 tenia 5.732 habitants.

## Demografia
Segons el cens del 2000, Guadalupe tenia 5.228 habitants, 1.110 habitatges, i 961 famílies La densitat de població era de 2.621,5 habitants/km².
Dels 1.110 habitatges en un 44% hi vivien nens de menys de 18 anys, en un 49% hi vivien parelles casades, en un 27,3% dones solteres, i en un 13,4% no eren unitats familiars. En el 9,5% dels habitatges hi vivien persones soles el 3,8% de les quals corresponia a persones de 65 anys o més que vivien soles. El nombre mitjà de persones vivint en cada habitatge era de 4,7 i el nombre mitjà de persones que vivien en cada família era de 4,88.
Per edats la població es repartia de la següent manera: un 37,2% tenia menys de 18 anys, un 12,5% entre 18 i 24, un 27,4% entre 25 i 44, un 16,1% de 45 a 60 i un 6,8% 65 anys o més.
L'edat mediana era de 25 anys. Per cada 100 dones de 18 o més anys hi havia 106,9 homes.
La renda mediana per habitatge era de 30.089 $ i la renda mediana per família de 30.931 $. Els homes tenien una renda mediana de 21.234 $ mentre que les dones 19.282 $. La renda per capita de la població era de 8.149 $. Aproximadament el 24,3% de les famílies i el 26,7% de la població estaven per davall del llindar de pobresa.

## Poblacions properes
El següent diagrama mostra les poblacions més properes.